# Malayalam-Kalender
Der Malayalam-Kalender ist ein Sonnenkalender, der heute noch auf traditionelle Weise in Indien verwendet wird. Im Malayalam-Kalender gibt es 12 Monate:
1. Chingam
2. Kanni
3. Thulam
4. Vrischikam
5. Dhanu
6. Makaram
7. Kumbham
8. Meenam
9. Medam
10. Edavam
11. Midhunam
12. Karkidakam

Der 1. Juli 2004 entspricht dem 17. Midhunam 1179.
Die Malayalam-Ära, auch KollaVarsham genannt, entstand 825 und wird dem König Udaya Marthanda Varma, König von Venad, zugeschrieben.